# 黑色风暴事件

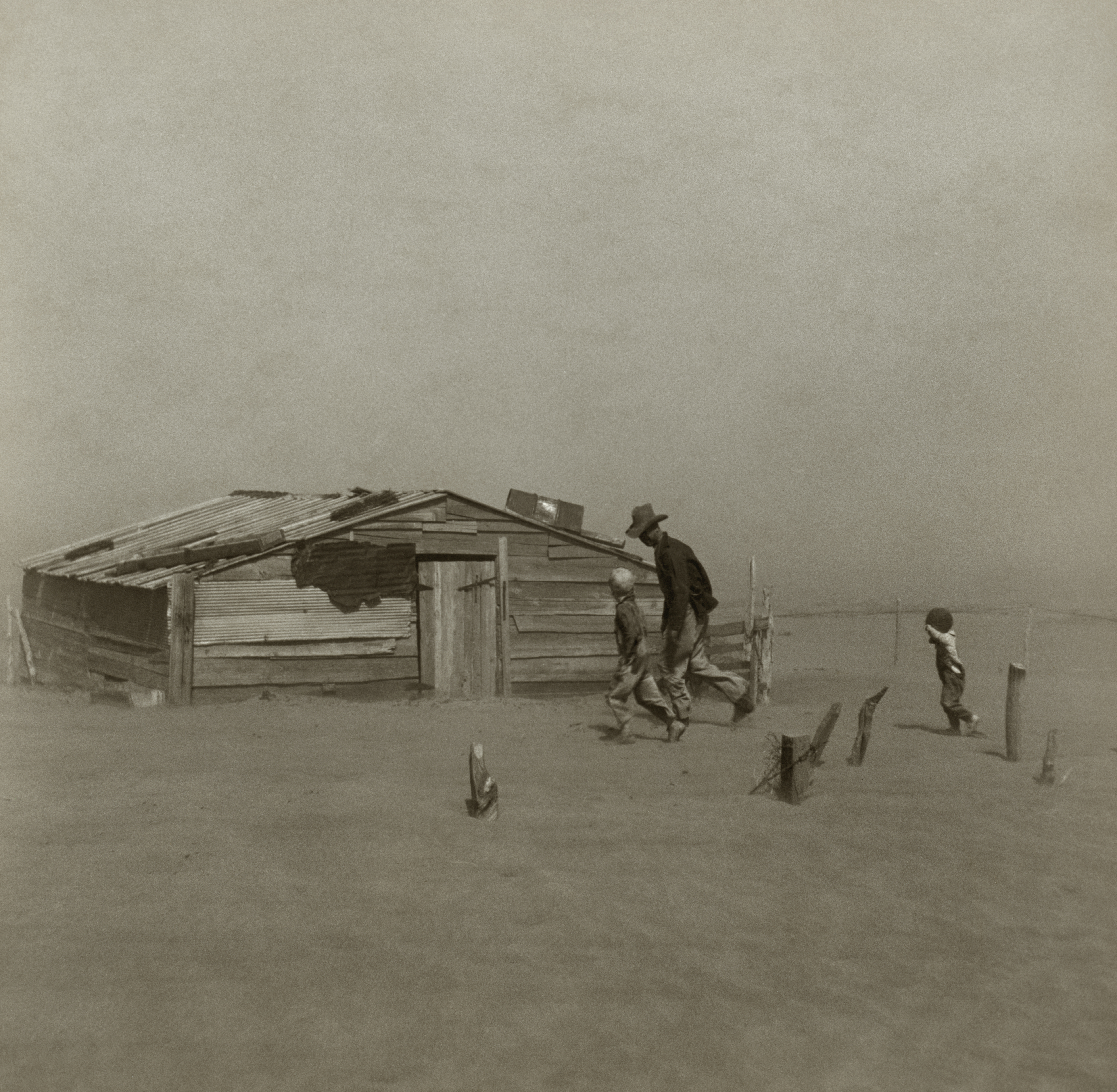
1936年美國奧克拉荷馬州錫馬龍縣一位农民和他的两个儿子在沙尘暴中

黑色风暴事件（英語：Dust Bowl），或称肮脏的三零年代（Dirty Thirties）是1930-1936年（个别地区持续至1940年）期间发生在北美的一系列沙尘暴侵袭事件。由于干旱和持续数十年的农业扩张，对北美大平原原始表土的深度开垦破坏了原本固定土壤、贮存水分的天然草场，以及未有相关防止水土流失的措施 ，风暴来临时卷起沙尘，使得美國和加拿大草原上的生态以及农业受到了巨大影响。
1930年代的干旱期，由于缺乏自然植被固定土壤，干旱使其转变为沙尘，向东和向南的大风卷起沙尘，形成巨大的深色云雾。情况严重时，云雾所到之处遮天蔽日，能抵达美国东海岸，例如纽约和华盛顿特区等地。多数沙尘抵达大西洋后才逐渐沉降、固定下来。这些巨大的沙尘暴在美国曾被称为“Black Blizzards（黑色风暴）”或“Black Rollers（黑色巨浪）”——风暴袭来时，能见度骤然下降，仅仅只能维持1米左右（几英尺）的能见度。黑色风暴曾影响了约400,000 km²（100,000,000英亩或20萬平方英里）的广阔地域，灾害的中心区域为德克萨斯州和奥克拉荷马州的走廊地带，以及新墨西哥州、科罗拉多州和堪萨斯州的衔接区域。干旱致使上百万英亩土地荒芜，成百上千人背井离乡。许多家庭（在美国被称为“俄克佬”（Okie），代表那些来自俄克拉荷马的人）被迫迁往加州或其他州，而经济状况却未有太多改观。由于失去土地，他们寄人篱下，往来于农庄间靠替人采摘葡萄或幹农活勉强为生。后来美国作家約翰·史坦貝克创作了关于此类人群的小说《人鼠之間》和《愤怒的葡萄》，并在此后获得了普利策奖和诺贝尔文学奖。

## 发生原因
美国中央大平原西部的气候较为干燥，属于干旱草原气候，降水量低于密西西比河沿岸及美东地区。由于19世纪后期美国城市化和工业化加速，牛肉和小麦的需求量日益增加，但当时缺少对环境保护的意识，导致环保和农业相关的法律缺乏，很多农场主和牧场主为了经济利益对土地过度开发，包括超载放牧和不休耕等行为，这导致土地荒漠化和盐渍化，原有的草原植被被破坏殆尽，加上放牧和耕种导致表层土壤松动，裸露的土壤被大风扬起，最终形成了巨型沙尘暴。而由于大萧条破坏了供需关系，很多农场主和牧场主破产，导致大量土地被撂荒，没有了管理和耕种的荒地进一步扩大了土地裸露面积，加剧了沙尘暴的烈度。

## 产生后果
“黑色风暴”持续三天，根據聯邦政府的調查，接近一千萬畝农田被摧毁，表面有至少5英寸厚的肥沃表层土壤被強風刮走，總計差不多有3.5億吨。美国冬小麦减产510多万吨。

## 外部連結
- ARE YOU COMING, WOODY? HUNTER GRAY ON THE NEW DUST BOWL (MAY 4, 2002) （页面存档备份，存于）
- The Weather Doctor: Weather Almananc for June 2002: Dust in the Wind（页面存档备份，存于）